# Lycée Lamartine (Belley)
Pour les articles homonymes, voir Lycée Lamartine.
Le lycée Lamartine ou Institution Lamartine, anciennement collège de Belley, est un établissement scolaire catholique, situé dans la commune de Belley en France.

## Histoire
Le collège de Belley a été créé par lettres patentes du 10 février 1753 enregistrées au Parlement de Dijon, et sa construction s'acheva en 1764. L'évêque de Belley confia l'établissement aux Antonins, qui le dirigèrent jusqu'en 1790, avant d'être brièvement remplacés par les Joséphistes jusqu'en 1792.

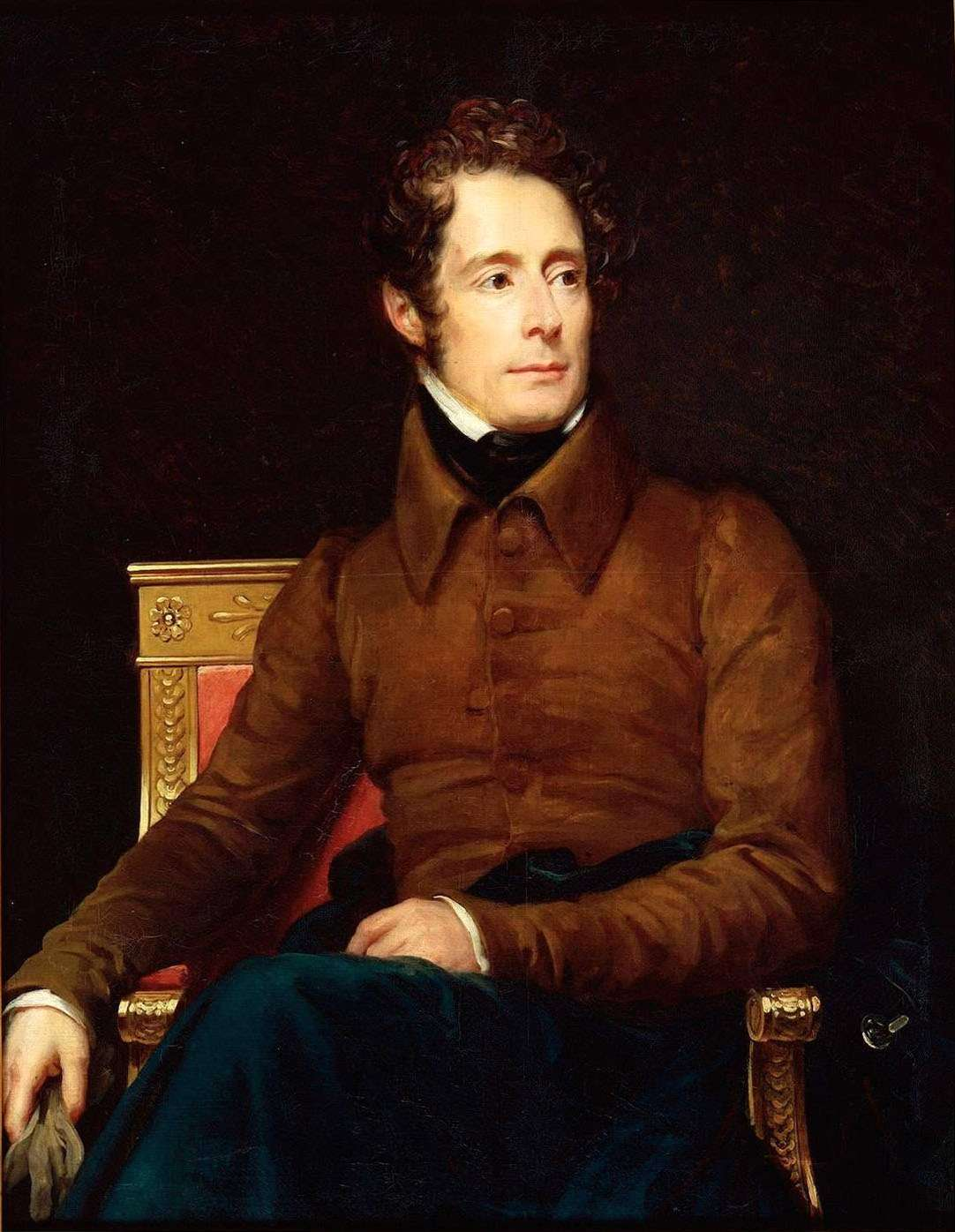
Alphonse de Lamartine

Le collège de Belley fut repris par Joseph Varin et les Pères de la Foi en 1803. La société des Pères de la Foi, fondée en 1799 en Autriche, était le résultat d'une fusion entre deux groupes préparant le retour des jésuites : la 'Compagnie des Pères du Sacré-Cœur' fondée par Léonor de Tournély en 1778 et celle des pères de la Foi' (de Nicolas Paccanari) qui datait de 1797. Ces prêtres n'étaient pas jésuites (la Compagnie de Jésus ne fut officiellement rétablie qu'en 1814), mais leurs manière de vivre et principes éducatifs étaient d'inspiration ignacienne. Le poète Alphonse de Lamartine y fut leur élève durant cette période.
Les Pères de la Foi en gardèrent la direction jusqu’à sa nouvelle fermeture en 1808.
Le collège devint ensuite communal mais bénéficia d’un régime spécial car, en 1808, Napoléon ayant par décret donné le monopole de l’enseignement public à l’université impériale, aucun établissement d’éducation ne pouvait être formé hors de l’université et sans son consentement. En 1823, le collège allait être fermé quand Mgr Devie, évêque de Belley, obtint qu’il fût cédé au diocèse comme petit séminaire. Il conserva l’abbé Guigard qui dirigeait la maison depuis 1819 et l’établissement garda un caractère mixte, à la fois collège et séminaire. La maison recevait des externes de la ville et les élèves d’une école cléricale de la cathédrale, ainsi que les élèves du petit séminaire de Meximieux, qui venaient faire leur dernière année à Belley. Le collège recrutait donc des élèves normaux et des élèves à vocation ecclésiastique. Puisque la vocation première du petit séminaire de Belley était la formation d’enseignants, c’est là où viendront les futurs missionnaires, par la suite, pour achever leurs études ecclésiastiques.
L’enseignement dans les petits séminaires comportait : l’étude de la religion, latin et grec, écrivains ecclésiastiques, français, histoire et géographie, mathématiques et sciences naturelles, étude des classiques mais non pas des auteurs français.
Le collège prend le nom de « Lamartine » en 1906.
De nos jours[Quand ?], l’Institution Lamartine comprend un collège de 12 classes, un lycée d’enseignement général et technologique de 12 classes, un lycée professionnel de 3 classes, ainsi qu’un internat de jeunes filles et un internat de garçons. Elle est implantée au sein d’un parc de plusieurs hectares et de locaux dont une partie, inscrite aux Monuments historiques, accueille les collégiens, l’Administration et différents services, et l’autre, plus récente (1998), accueille les lycéens. Elle fait partie d'un ensemble scolaire de plus de 1000 élèves, qui regroupe les Écoles maternelle et primaire Marguerite-Marie et Louis Chambard. Son chef d’établissement est nommé par la Tutelle diocésaine (évêque et Directeur diocésain) et reçoit une lettre de mission de leur part.
L'établissement dépend de l’académie de Lyon.

## Classement du lycée
En 2019, l'établissement affiche un taux de réussite au bac de 98,65% avec 72% de mentions. En 2022, le lycée est classé 12e au niveau départemental et 840e au niveau national par le site Linternaute.

## Description
L'édifice est inscrit au titre des monuments historiques depuis 1981.
- époque de construction : fin XVIIIe siècle/XIXe siècle
- éléments protégés : escalier ; élévation ; rampe d'appui ; toiture

## Élèves célèbres
- Claude Dallemagne (1754-1813), général de division. Guerres d'indépendance américaine, de la Révolution française et napoléoniennes. Son nom figure gravé sous l'Arc de triomphe de l'Étoile à Paris.
- Jean Anthelme Brillat-Savarin, (1755-1826), avocat, conseiller à la cour de cassation, jurisconsulte, gastronome et auteur de la Physiologie du goût, chevalier de la Légion d'honneur en 1804, un fromage et une pâtisserie portent aujourd'hui son nom.
- Benoît Prosper Sibuet (1773-1813), général de brigade. Son nom figure gravé sous l'Arc de triomphe de l'Étoile à Paris.
- Joseph Récamier (1774-1852), chirurgien, professeur au Collège de France. Créateur de la gynécologie médicale et chirurgicale moderne.
- Auguste Bella (1777-1856), militaire de carrière, chevalier de l'Empire, cofondateur de l’Institution royale agronomique de Grignon
- Anthelme Richerand (1779-1840), chirurgien, physiologiste, membre de l’Académie de Médecine, chevalier de la Légion d'honneur.
- Alphonse de Lamartine (1790-1869), élève du 27 octobre 1803 au 17 janvier 1808, poète, romancier, dramaturge et homme politique. Une des plus grandes figures du romantisme.
- Benoît Gonod (1792-1849), professeur et bibliothécaire français, inventeur de la première sténotype[6].
- Amédée Bonnet (1809-1858), médecin, chirurgien, membre de l’Académie de médecine. Un précurseur de la chirurgie orthopédique.
- Antoine Marie Garin (1810-1889), missionnaire, fondateur de la première école secondaire de Nouvelle-Zélande.
- Joseph Benoît (1812-1880), canut, fondateur du premier club révolutionnaire de Lyon, député ouvrier en 1848. Arrêté et banni après le coup d'État du 2 décembre 1848.
- Antonin Poncet (1848-1913), chirurgien-physio-pathologiste, chirurgien-major de l’hôtel-Dieu de Lyon. Un des promoteurs de l’antisepsie puis de l’asepsie.
- Joseph Fournier, (1854-1928), général de brigade, gouverneur et défenseur héroïque de Maubeuge en 1914, commandeur de la Légion d'honneur.
- Paul Tendret, (1858-1928), avocat et banquier, fondateur de la Banque Régionale de l'Ain.(1866-1951), entrepreneur, un des créateurs des chocolats Révillon à Lyon.
- Paul Azan, (1874-1951), général de division. Campagne au Maroc en 1907, guerre de 1914-1918 dans l'infanterie en France, chargé de mission aux États-Unis en 1917, chef du service historique de l'armée en 1928, commandant supérieur des troupes de Tunisie en 1934.
- Jules Chaperon, (1877-1951), prêtre catholique, aumônier militaire, fondateur d'un orphelinat et d'un hôpital militaire.
- Jean Ganeval, (1894-1981), général de corps d'armée, membre de la résistance dès 1940 dans les réseaux Combat et Mithridate, déporté à Buchenwald en 1943, chef du gouvernement militaire français de Berlin de 1946 à 1949, chef de l'état-major particulier du Ministre de la Défense nationale de MM. Bidault et Pleven, secrétaire général militaire du président de la République René Coty de 1954 à 1959, grand-croix de la Légion d'honneur, sénateur de la Seine de 1959 à 1968.
- Aimé-Joseph Darnand (1897-1945), élève d'octobre 1911 à mars 1913, ouvrier, figure majeure de la collaboration française, fusillé en octobre 1945.
- Maurice Ponte, (1902-1983), membre de l'Académie des Sciences, chercheur et physicien, un des concepteurs du magnétron et installateur en collaboration avec Henri Gutton d'un détecteur d'obstacles sur le Normandie en 1935. Créateur d'un nouveau magnétron, qu'il remet aux autorités anglaises en 1940, participant ainsi par sa contribution à l'élaboration du radar.
- Auguste Billiemaz (1903-1983) diplômé de l'école centrale de Lyon, Sénateur de l'Ain de 1955 à 1980.
- Francisque Collomb (1910-2009), homme politique de centre droit, sénateur du Rhône, maire de Lyon, député européen.
- Jean Bornard, (1928-1996), mineur de fond, vice-président du conseil d'administration des Charbonnages de France, secrétaire général de la CFTC en 1970 puis président de la centrale syndicale de 1981 à 1990, bref président de l'ANPE en 1991 et vice-président du Conseil économique et social jusqu'en 1994.
- Roger Pingeon (1940-2017), coureur cycliste français, vainqueur du Tour de France 1967 et du tour d'Espagne 1969
- Charles Millon (1945), homme politique, député de l'Ain UDF, ministre de la Défense de 1995 à 1997.

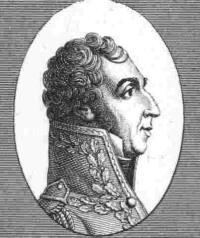
Claude Dallemagne
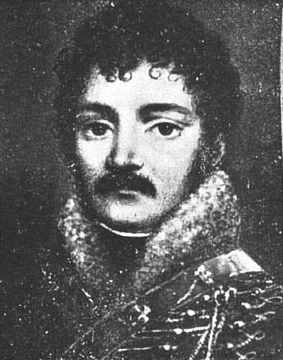
Benoît Prosper Sibuet
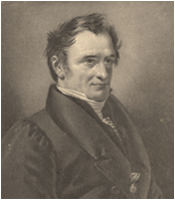
Joseph Récamier
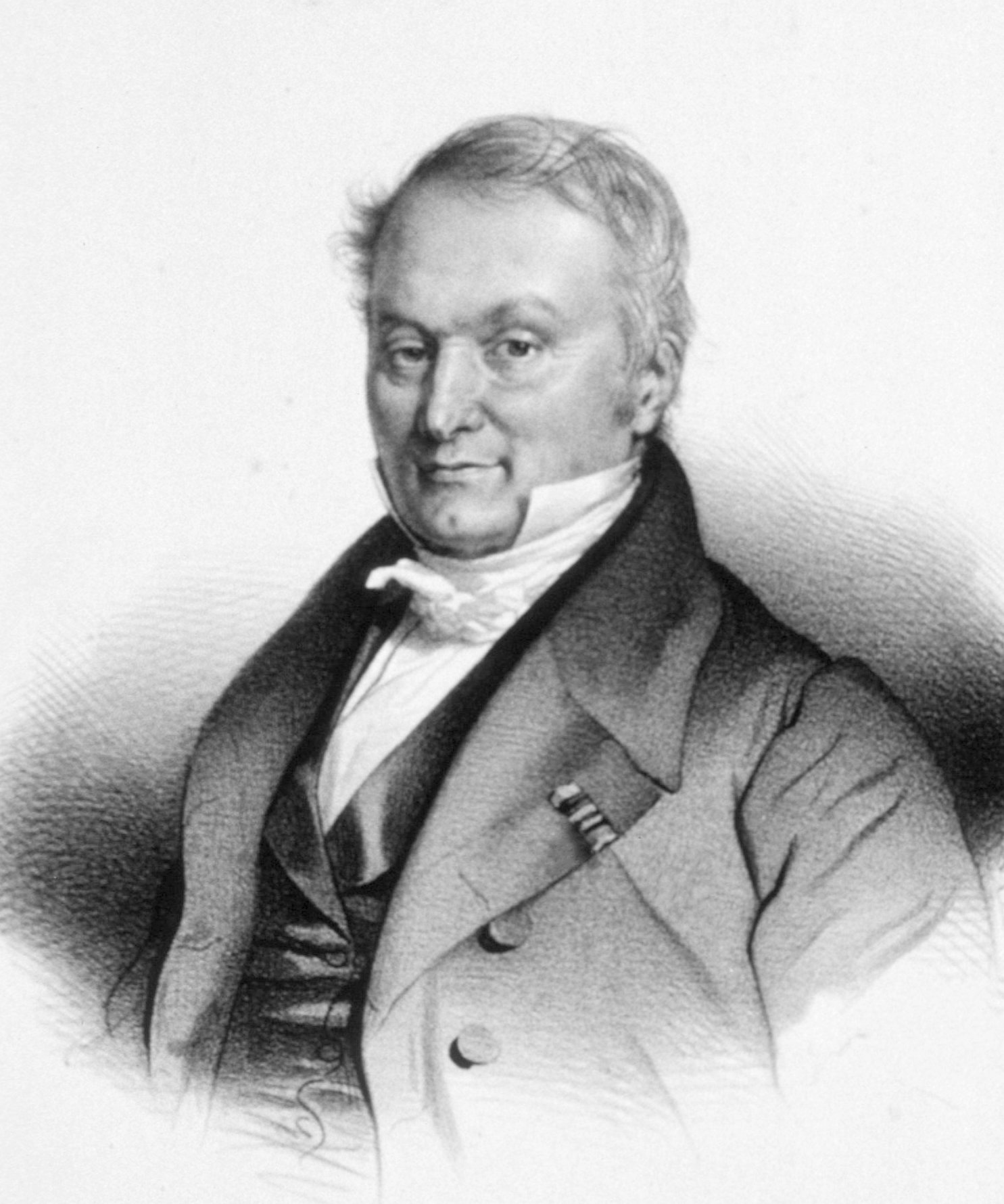
Anthelme Richerand
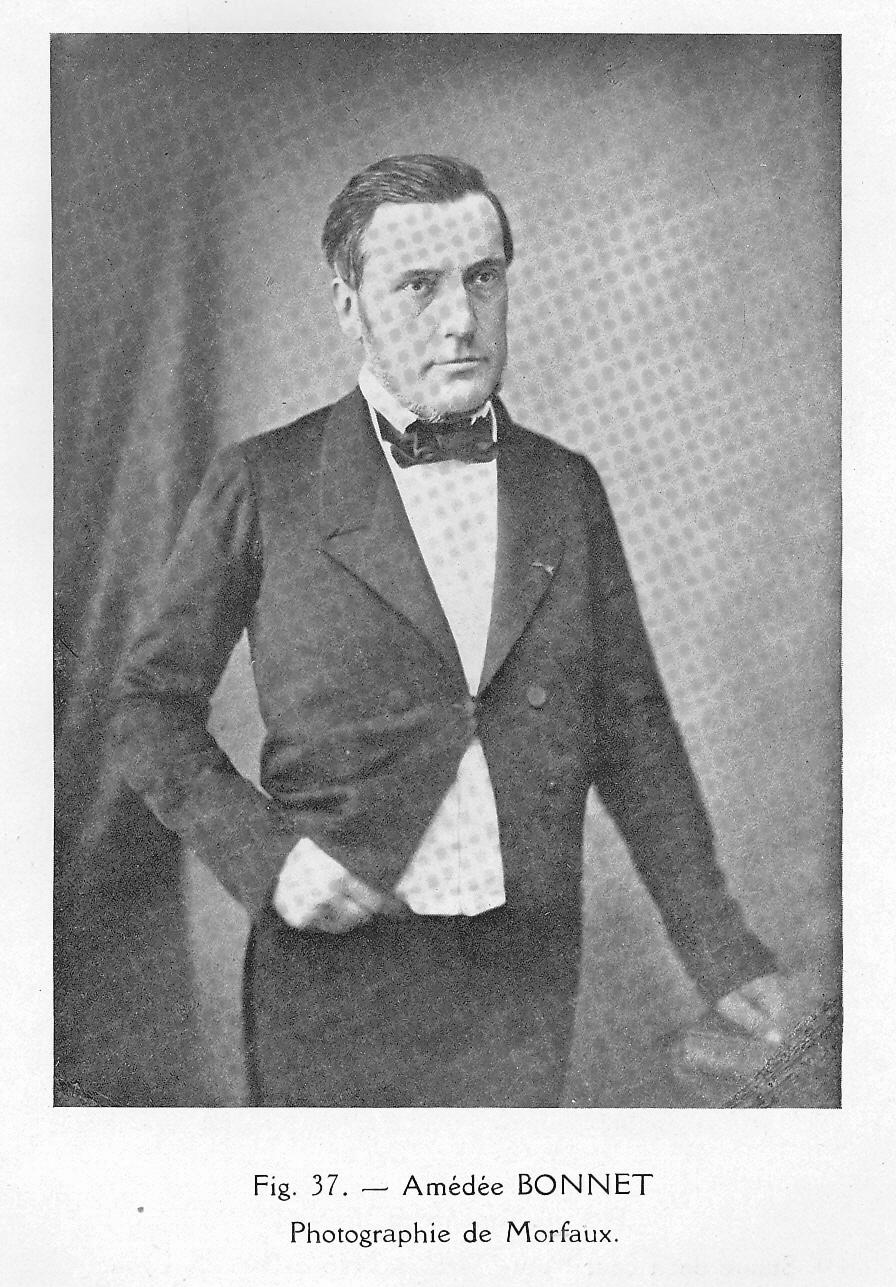
Amédée Bonnet
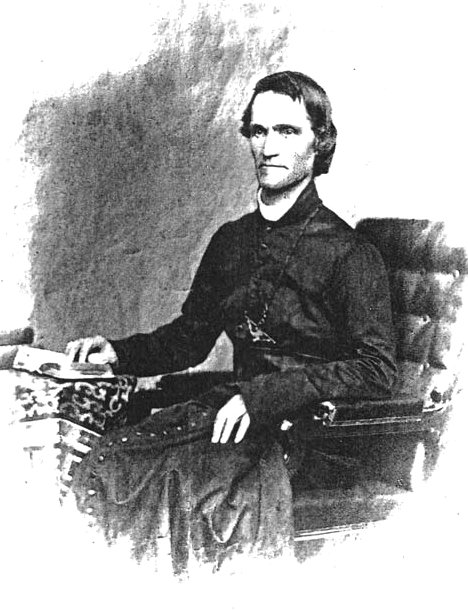
Antoine Marie Garin
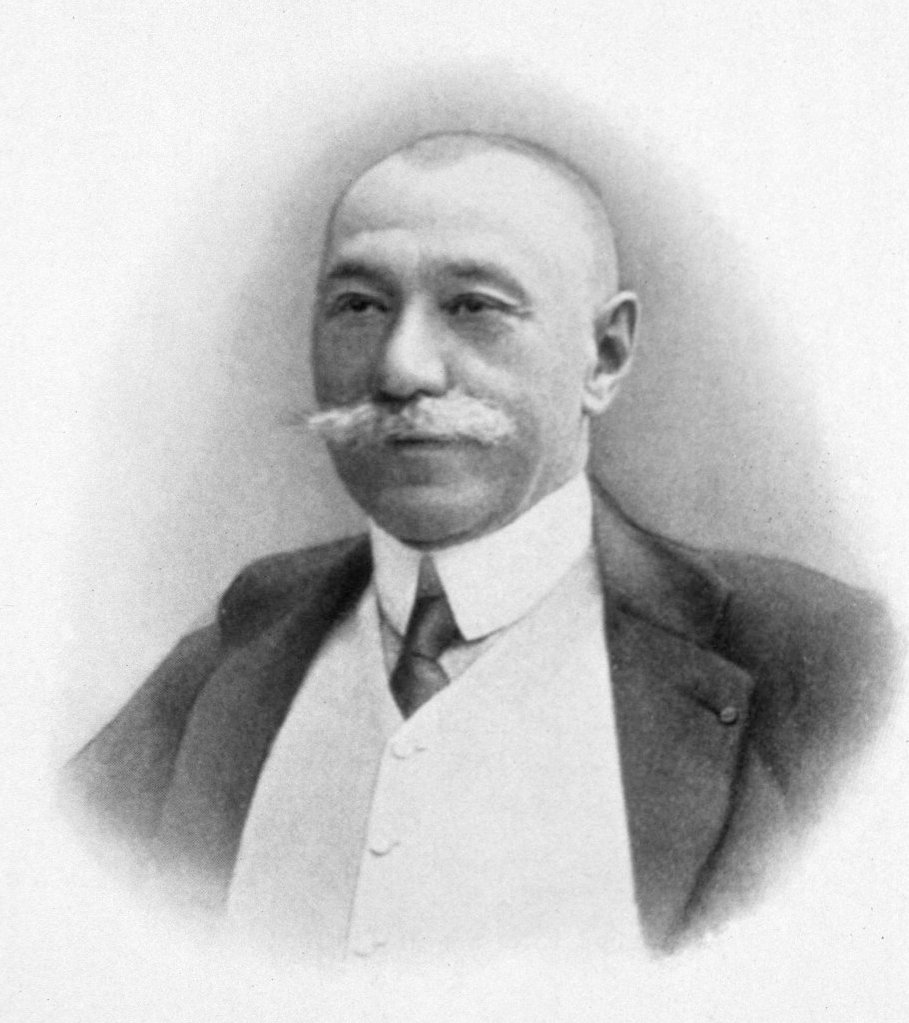
Antonin Poncet
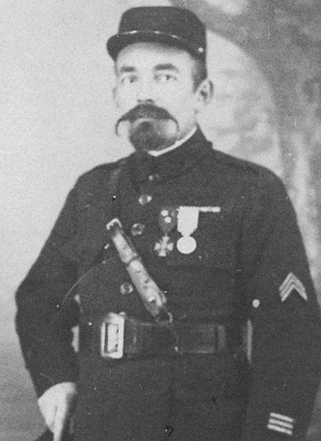
L'abbé Chaperon
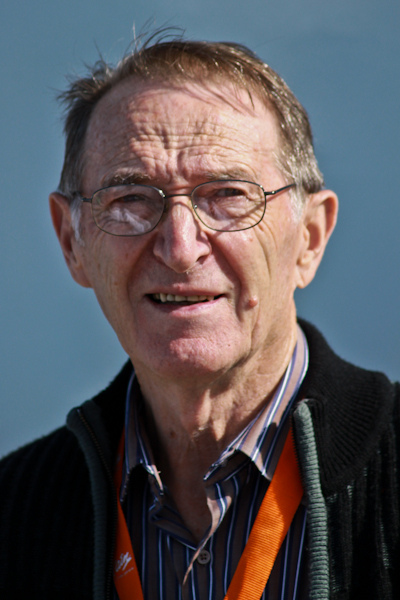
Roger Pingeon
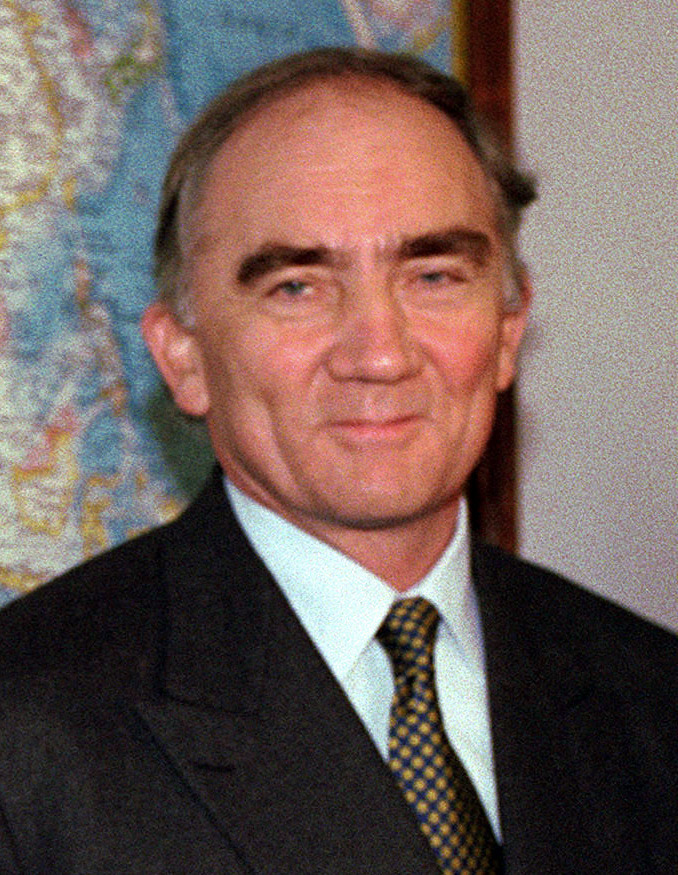
Charles Millon

## Professeurs illustres
- Jean-Claude Colin, déclaré vénérable, fondateur de la Société de Marie[7].
- Pierre Chanel, canonisé, saint patron de l’Océanie.
- Pierre-Julien Eymard, canonisé, fondateur de la congrégation du Saint-Sacrement et des Servantes du Saint-Sacrement.

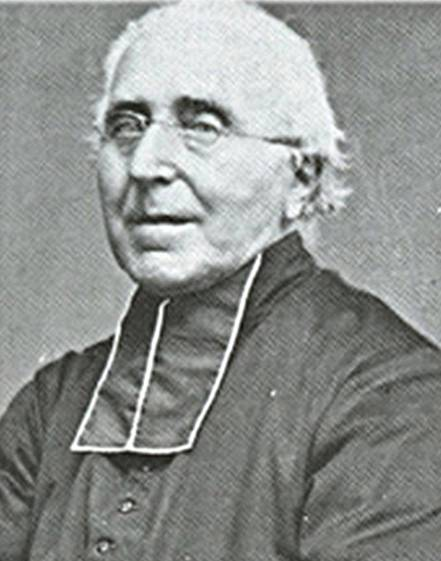
Jean-Claude Colin
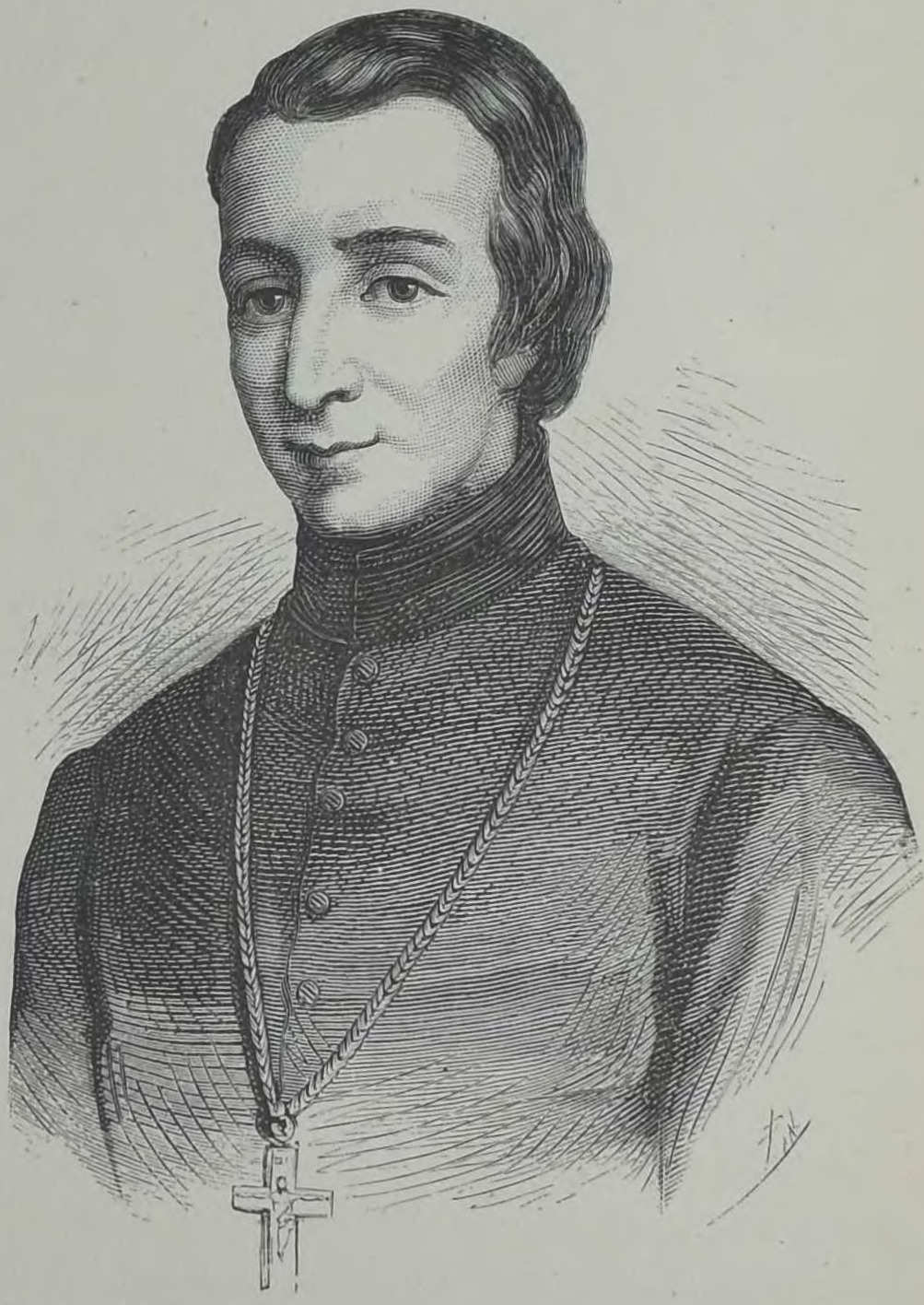
Pierre Chanel
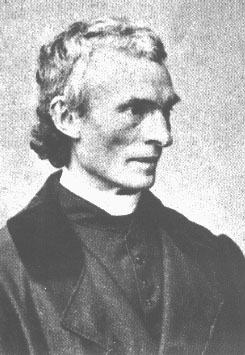
Pierre-Julien Eymard